# Capul

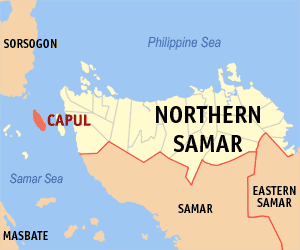
Bản đồ miền bắc Samar với vị trí của Capul

Capul là một đô thị hạng 5 ở tỉnh Bắc Samar, Philippines. Theo điều tra dân số năm 2000, đô thị này có dân số 10.619 người trong 2.071 hộ.

## Barangay
Capul được chia thành 12 barangay.
- Aguin
- Jubang
- Landusan
- Oson
- Poblacion Barangay 1
- Poblacion Barangay 2
- Poblacion Barangay 3
- Poblacion Barangay 4
- Poblacion Barangay 5
- Sagaosawan
- San Luis
- Sawang